# Polistes penthicus
Polistes penthicus är en getingart som beskrevs av Vecht 1971. Polistes penthicus ingår i släktet pappersgetingar, och familjen getingar.

## Underarter
Arten delas in i följande underarter:
- P. p. ater
- P. p. malaitensis